# 2039年12月15日日食
2039年12月15日日食是一次日全食，將發生於协调世界时2039年12月15日（國際日期變更線西側部分區域為12月16日）。新月當天（即朔日），地球上觀測到月球和太阳的角距離極小，此時月球如果恰好在月球交點附近，穿過太阳和地球之間，與地球、太阳接近一直線，則會出現日食。月球本影接觸地表而使該區域完全得不到陽光，就會形成日全食，同時在本影兩側數千公里的半影範圍內遮擋部分陽光，形成日偏食。此次日全食將會經過南極洲維多利亞地、喬治五世地、阿黛利地、威爾克斯地、瑪麗皇后地、威廉二世地、伊麗莎白公主地、麦克·罗伯逊地，日偏食則將覆蓋南極洲絕大部分、大洋洲東南部、南美洲南端、南非西南部及周邊部分地區。

## 日食概況

### 出現區域
本次日食開始時，月球本影將在新西蘭坎貝爾島東南約390公里處的南太平洋最先接觸地表，當地將在日出時最先看到日全食。然後本影先向東南再向西南移動，在南極洲維多利亞地海岸東北約200公里的羅斯海達到最大食分。此後本影登上南極大陸，穿過喬治五世地、阿黛利地、威爾克斯地、瑪麗皇后地、威廉二世地並逐漸轉向西北移動，在伊麗莎白公主地與麦克·罗伯逊地交界處海岸進入普里茲灣後不久就在日落時分結束於列斯科夫島西北約280公里的洋面。
全食帶將覆蓋的南極科學考察站包括中國南極崑崙站、中國南極泰山站、印度伯拉蒂站、羅馬尼亞勞-拉科維策站、俄羅斯進度站、中國南極中山站，及已停用的美國布羅克滕站、蘇聯蘇維埃站、俄羅斯友誼-4號站、蘇聯索德魯熱斯特沃站（Sodrúzhestvo）、印度南根戈德里站。
除了狹窄的全食帶內能看見日全食之外，月球半影覆蓋範圍內都將能看到日偏食，包括南極洲除靠近澳大利亚的一小段海岸外的絕大部分、新西蘭查塔姆群島、法屬玻里尼西亞東部、皮特凯恩群岛、智利南端、阿根廷南端、福克蘭群島、南乔治亚和南桑威奇群岛、戈夫岛、南非西南部、布韦岛。
月球在其軌道上自西向東轉動，發生日食時，月球在地球表面的陰影也大多自西向東移動，而從地球上看，太阳的西側先被月球遮掩，然後逐漸向東。但此次日食將會發生在南半球的夏季，地軸南端向太阳方向傾斜，月球本影離開地球時位於晨昏圈最南端附近的區域，因而全食帶在南極洲及其附近的一段，以及全食帶南極洲段附近被半影覆蓋、看到日偏食的區域內，月影在地表將自東向西移動，地面上將看到的太阳東側最先被月球遮掩。此外，全食帶經過的南極洲和附近洋面均沒有確定使用的時區，且南極洲許多區域處於極晝，從地理位置上看，國際日期變更線西側的日全食將發生於12月15日深夜或12月16日凌晨，有的地區甚至從12月15日子夜前不久開始，在12月16日凌晨結束，而該線東側的日全食則發生在12月15日凌晨。對於日偏食區域，除南極洲靠近國際日期變更線西側的部分區域及新西蘭查塔姆群島將在12月16日看到日偏食，南極洲其餘地區及法屬玻里尼西亞、皮特凯恩群岛、南美洲、非洲均在12月15日看到日偏食。

此次日全食過程中月影在地表移動的動畫

### 基本參數
- 類型：日全食
- 食甚中心處（位於南極洲維多利亞地海岸東北約200公里的羅斯海）資料：
  - 時間：2039年12月15日16:22:21.9
  - 地點：80°51.6′S 172°47.9′E / 80.8600°S 172.7983°E
  - 食分：1.0356（全食帶內最大）
  - 本影寬度：379.7公里
  - 日全食持續時間：1分51.4秒
- 全食最長處資料：
  - 時間：2039年12月15日16:22:28
  - 地點：80°54′S 172°36′E / 80.900°S 172.600°E
  - 本影寬度：379.6公里
  - 日全食持續時間：1分51.4秒（全食帶內最長）[6]

## 相關的日食

### 2036-2039年的日食
月球交替位於相對的月球交點時，以半個交點年（食年），即約177天又4小時間隔出現下列日食。
註：2036年2月27日和2036年8月21日的日偏食屬於上一組交點年系列。
| 日食列表  |           |           |           |           |           |           |           |           |           |           |           |
| 1997-2000 | 2000-2003 | 2004-2007 | 2008-2011 | 2011-2014 | 2015-2018 | 2018-2021 | 2022-2025 | 2026-2029 | 2029-2032 | 2033-2036 | 2036-2039 |

| 升交點   | 升交點                   |          | 降交點                   | 降交點 |
| 沙羅周期 | 地圖                     | 沙羅周期 | 地圖                     |        |
| 117      | 2036年7月23日 偏食（南） | 122      | 2037年1月16日 偏食（北） |        |
| 127      | 2037年7月13日 全食       | 132      | 2038年1月5日 環食        |        |
| 137      | 2038年7月2日 環食        | 142      | 2038年12月26日 全食      |        |
| 147      | 2039年6月21日 環食       | 152      | 2039年12月15日 全食      |        |

### 沙羅周期
沙羅周期長度為18年11天。本次日食屬於沙羅周期152，共包含70次日食，依次為1805年7月26日至1949年10月21日的9次日偏食、1967年11月2日至2490年9月14日的30次日全食、2508年9月26日至2544年10月17日的3次全環食（亦稱混合食）、2562年10月29日至2923年6月5日的22次日環食、2941年6月16日至3049年8月20日的6次日偏食，總共歷時1244.08年。其中最長的全食發生於2328年6月9日，共持續5分16秒。
下表列舉了1901年至2100年間發生的屬於該周期的11次日食，是第7至17次：
| 7             | 8              | 9              |
| ------------- | -------------- | -------------- |
| 1913年9月30日 | 1931年10月11日 | 1949年10月21日 |
| 10            | 11             | 12             |
| 1967年11月2日 | 1985年11月12日 | 2003年11月23日 |
| 13            | 14             | 15             |
| 2021年12月4日 | 2039年12月15日 | 2057年12月26日 |
| 16            | 17             |                |
| 2076年1月6日  | 2094年1月16日  |                |

## 資料來源
1. ↑  樊忠玉. . 中国天文科普网.   [2018-02-11]. （原始内容存档于2014-09-17）.
2. 1 2  Fred Espenak. . NASA Eclipse Web Site.   [2018-02-11]. （原始内容存档于2020-10-20）.（英文）
3. ↑  Fred Espenak. . NASA Eclipse Web Site.   [2018-02-11]. （原始内容存档于2020-10-23）.（英文）
4. ↑  Xavier M. Jubier. .   [2018-02-11]. （原始内容存档于2018-02-11）.（法文）（英文）
5. ↑  Fred Espenak. . NASA Eclipse Web Site.   [2018-01-24]. （原始内容存档于2019-01-18）.（英文）
6. ↑  Fred Espenak. . NASA Eclipse Web Site.   [2018-02-11]. （原始内容存档于2020-10-24）.（英文）
7. ↑  Fred Espenak. . NASA Eclipse Web Site.（英文）

## 外部連結
- NASA日食專頁（页面存档备份，存于）（英文）
- 可見區域圖和時間統計：由弗雷德·埃斯佩纳克做出的日食預報，NASA/GSFC
  - Google互動地圖呈現的日食範圍
  - 貝塞爾元素
- Google地圖顯示的日全食和日偏食範圍（页面存档备份，存于）（法文）（英文）

| \| \| 日食 \|                             |                               |                                           |
| 上一次日食： 2039年6月21日日食 （日環食） | 2039年12月15日日食 （日全食） | 下一次日食： 2040年5月11日日食 （日偏食） |
| 上一次日全食： 2038年12月26日日食         | 2039年12月15日日食 （日全食） | 下一次日全食： 2041年4月30日日食          |
|                                           | 日食                          |                                           |